# Lotusställning

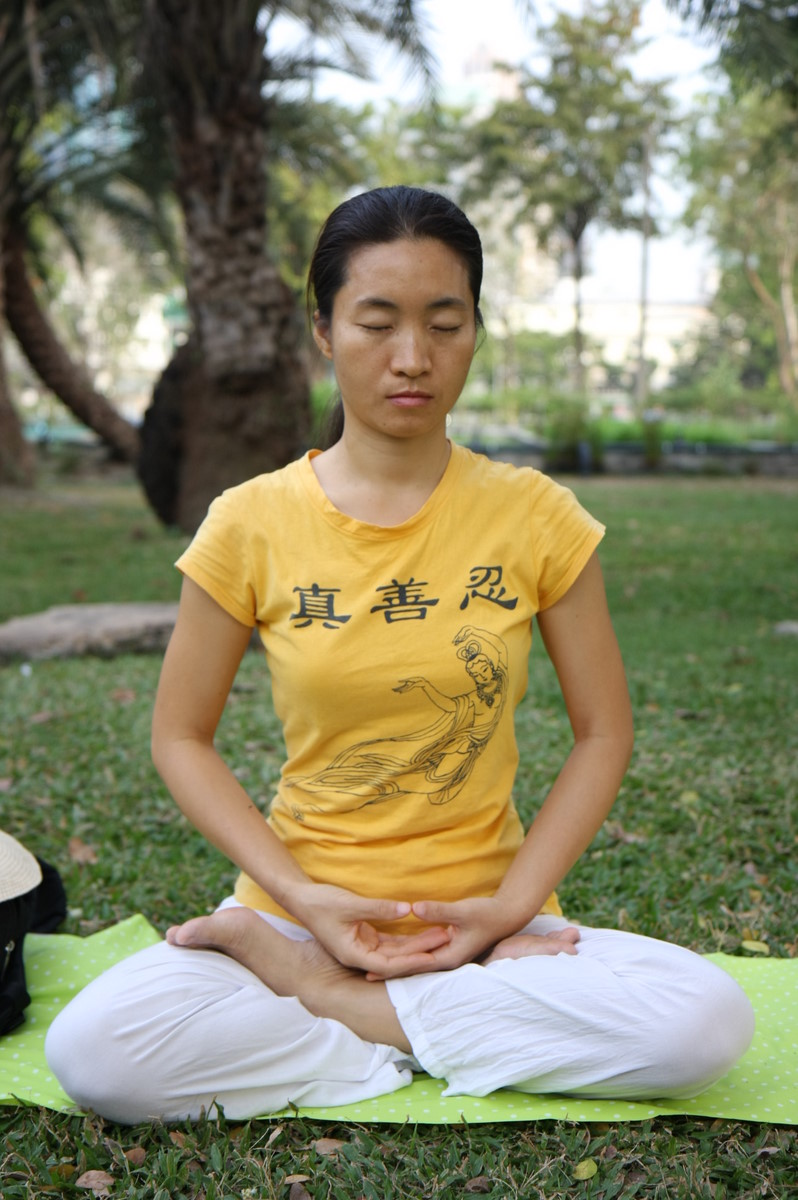
En kvinna i lotusställning

Lotusställning (Sanskrit, पद्मासन, padmāsana; eller कमलासन, kamalāsana) är den sittande ställning som till exempel hinduer och buddhister kan sitta i när de mediterar. Utövaren sitter med höger fot över vänster ben och tvärt om, med rak ryggrad och med händerna lutande mot knäna. Buddha (Siddharta Gautama) avbildas ofta i denna ställning.